# شتادلر - للدراجات

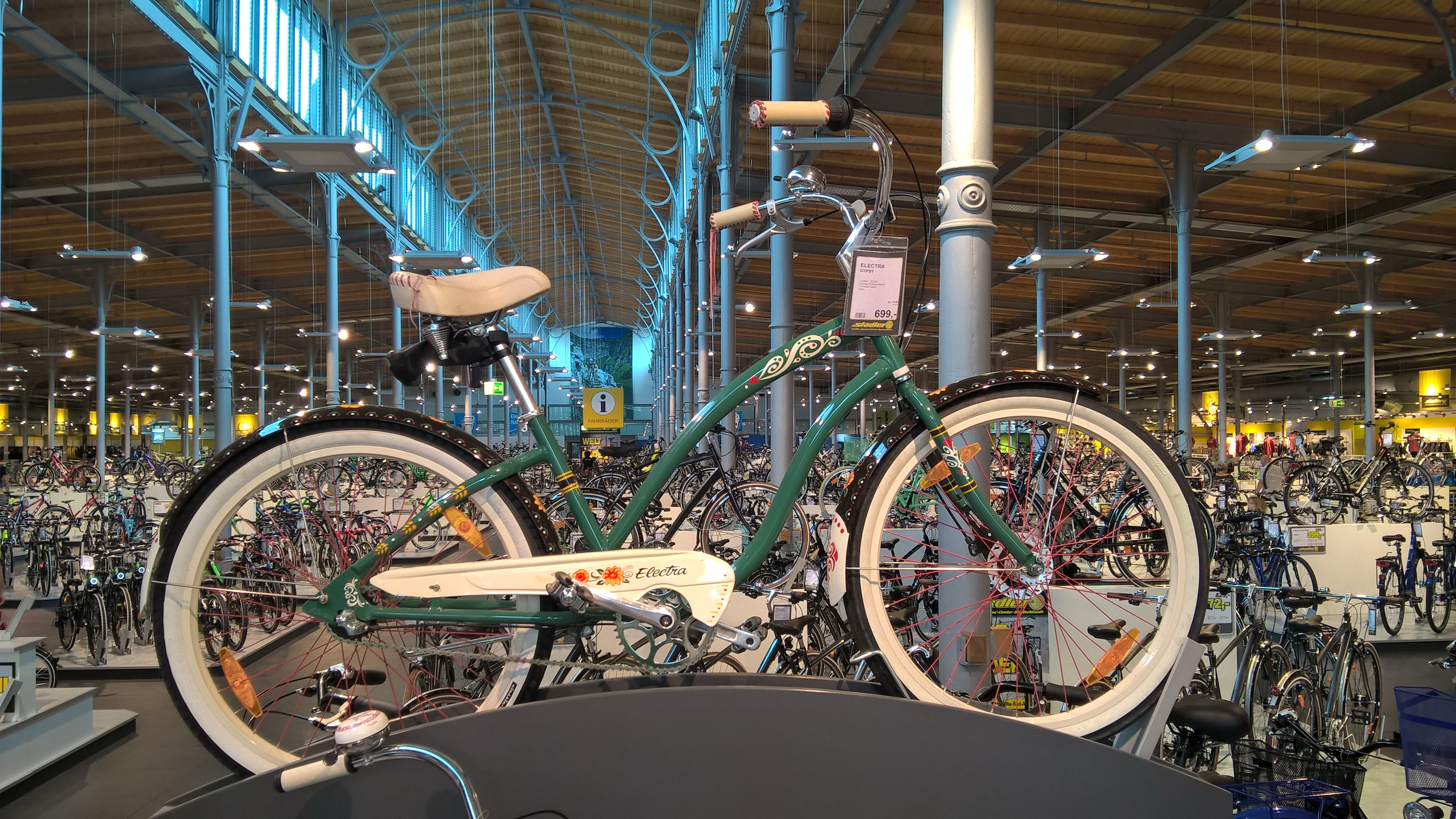
تم افتتاح مركز Stadler ذو العجلتين في قاعة مزاد الماشية السابق في برلين برينزلوير بيرغ في عام 2011 بمساحة 16000م ، كانت في ذالك الوقت أكبر متجر للدراجات في ألمانيا.

مركز شتادلر «الدراجات ذات العجلتين» حيث مقر الشركة في ريغينسبورغ، يعتبر سلسلة لبيع الدراجات بالتجزئة.

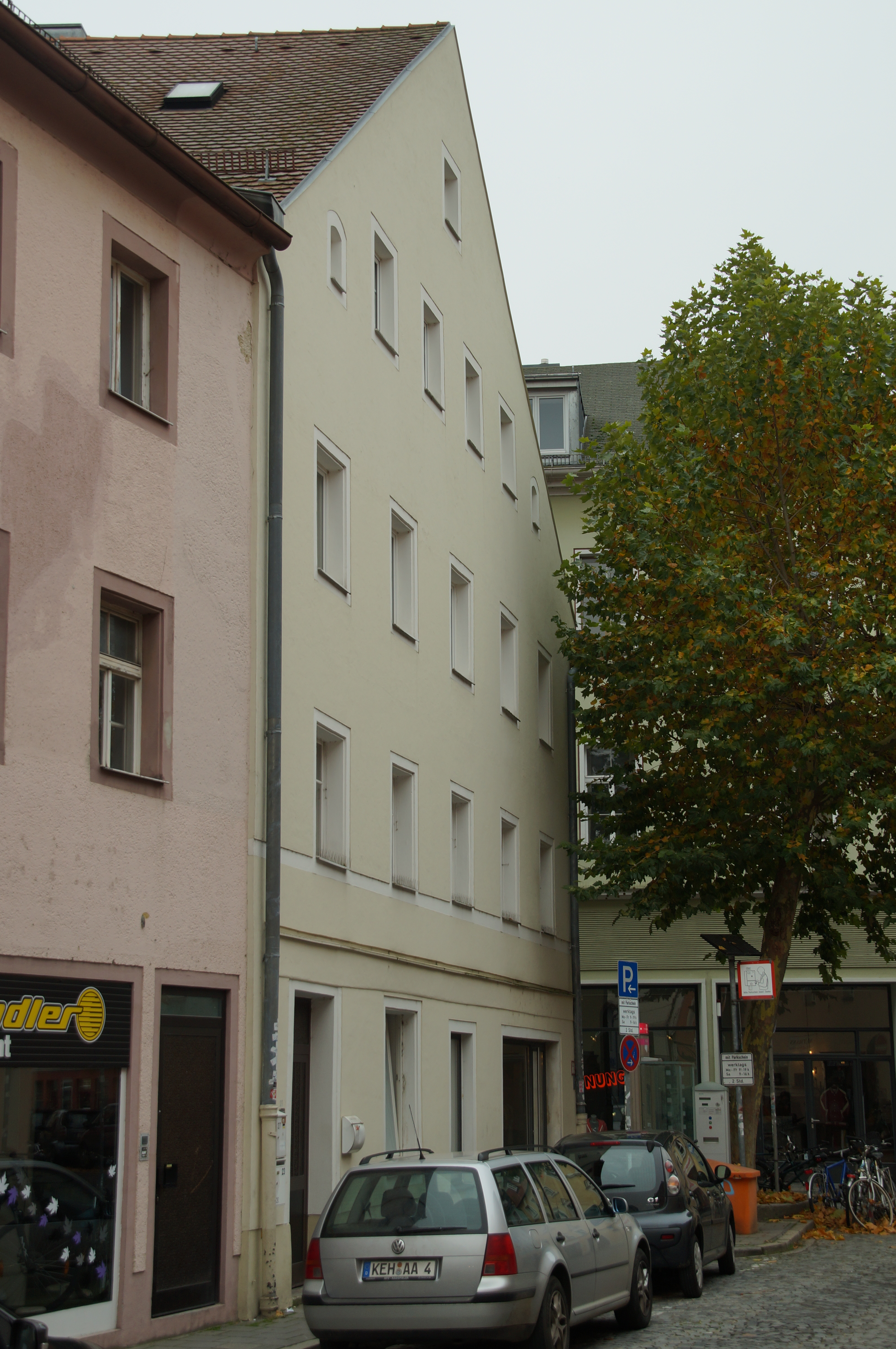
في عام 1936 تم تأسيس أول فرع من قبل جوزيف شتادلر ، في منزل ذو سقف جملوني ، يعود تاريخه إلى عام 1784 وتم ترميمه بعد تدميره في عامي 1809 و 1945.

## التاريخ
تأسست الشركة عام 1936 من قبل جوزف شتادلر كمحل لبيع الدراجات في شيفنيرشتراسي في مدينة ريغينسبورغ القديمة. 
طور ابنه هيلموت فكرة جديدة لمعرض دائم من الدراجات ذات العجلتين، لكن بمركز مختص لتقديم النصائح، في عام 1976 تم افتتاح فرع في شتراوبينغ. 
في عام 1981 أفتتح هيلموت شتادلر أو مركز كبير لبيع الدراجات ذات العجلتين في كيرشمايرشتراسي في مدينة ريغينسبورغ. بمساحة 7500م2 كان في ذالك الوقت شيء منفرد ومنقطع النظير في إلمانيا، تبلغ مساحة الشركة اليوم 12000 م2 . في عام 1992 إستحوذت شركة شتادلر على شركة دراجات لينز في المبنى القديم لأعمال الصلب أناهوتي في هاميراو. تم افتتاح مبنى الأعمال المشيد حديثا بعد عامين في زيكيفيركشتراسي 2 هاميراو.تم إنشاء فرع أخر في فورث (1995). برلين - شارلوتينبورغ (2000).بريمن (2003). نورينبيرغ (2005). مانهايم(2007). غونترسدورف (2008). مولهايم كارليش (2009). هانوفر (2010). فرانكفورت أم ماين (2011). برلين- برينزلاويربيرغ (2011).  منشين (2012).  كيمنتز (2016). إيسين (2016).  في عام2016 تك افتتاح مبنى تجاري جديد في بريمن في هانساتور.  في كانون الأول 2017 إفتتحت شتادلر فرع جديد في ميونخ في أو-هايدهاوزن، بينما تم إغلاق فرع ميونخ- باسينغ. في ربيع علم 2018 إشترت شتادلر متجرين للدراجات. مركز للبيع زيليز في مونشنغلادباخ ومركز البيع الثاني XXXL  في دوسيلدورف. تم افتتاح أصغر فرع في فوسيندورف بالقرب من فيينا في 20 شباط 2020.

## الشركة
مركز شتادلر للدراجات يملك في إلمانيا 20 مركز ومقر وحيد في النمسا. وبالتالي يعمل حوالي 1400 موظف في 21 فرع.
كل مركز من شركة شتادلر للدراجات تعتبر شركة مستقلة قانونيا وشركة محدودة. يتكون فريق إدارة الشركة من هيلموت شتادلر وابنتيه باربل شتادلر و كارولين إليك.  بالإضافي إلى ذالك ينتمي VeloConcept شركة محدودة أيضا إلى مجموعة شتادلر.

## العلامات التجارية الخاصة

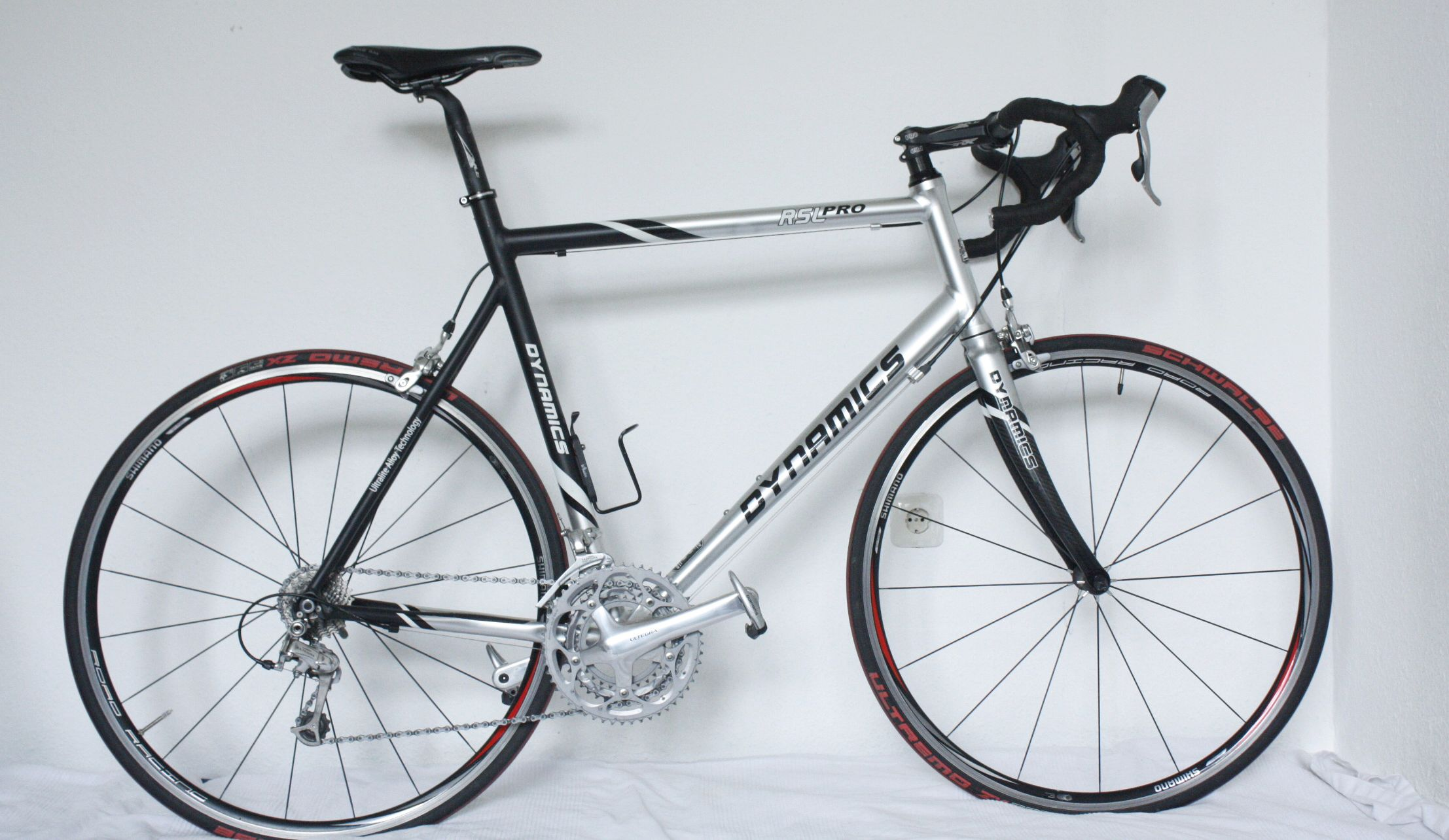
دراجة على الطريق من "ديناميات" العلامة التجارية الخاصة بشركة Stadler (حوالي 2012)

تبيع شتادلر الدراجات وملحقات الدراجات تحت علامتها التجارية، تنتمي لها هذه العالمات التجارية Dynamics, Exte, Hera, Ragazzi,DynaBike und Triumph. . 

## رعاية
- يرعى ستادلر فريق PURE Racing المضمّن لفريق فرانك بوسمان
- لدى Stadler فريق داخلي خاص بها وفريق لركوب الدراجات منذ عام 2006 [16]

## روابط الويب
- موقع الشركة